# Axonopus laxiflorus
Axonopus laxiflorus är en gräsart som först beskrevs av Carl Bernhard von Trinius, och fick sitt nu gällande namn av Mary Agnes Chase. Axonopus laxiflorus ingår i släktet Axonopus och familjen gräs. Inga underarter finns listade i Catalogue of Life.